# Luciano Benjamín Menéndez
Luciano Benjamín Menéndez (San Martín, Buenos Aires; 19 de junio de 1927-Córdoba, 27 de febrero de 2018) fue un militar argentino conocido por su rol en el terrorismo de Estado en la década de 1970, con delitos de lesa humanidad a nivel generalizado.
Fue comandante del III Cuerpo de Ejército y jefe de la Zona 3 entre 1975 y 1979, participando de la dictadura autodenominada «Proceso de Reorganización Nacional» (bajo el gobierno de la Junta Militar). Era identificado como el líder del sector "duro" de la política del ejército, un sector profundamente antiperonista y partidario de participar en la represión de la guerrilla con la fuerza militar, subordinando las fuerzas policiales. Fue relevado en 1979 tras intentar derrocar al general "blando" Roberto Viola.
Mientras estaba detenido por varias causas sobre la represión en el III Cuerpo de Ejército, fue indultado por el presidente Carlos Menem en 1990, días antes de que se iniciara el juicio en su contra. En 2005 la justicia declaró inconstitucionales los indultos a Menéndez y fue procesado por delitos de lesa humanidad.
El 24 de julio de 2008, en la primera de las causas penales en su contra que llegó a juicio, la justicia lo condenó a prisión perpetua, en carácter de coautor mediato, por el secuestro, tortura y desaparición de cuatro guerrilleros del Ejército Revolucionario del Pueblo (ERP), en 1977 en La Perla. Dispuso revocar su prisión domiciliaria y ordenaron su traslado a una cárcel común dependiente del Servicio Penitenciario Provincial, lo que era un histórico planteo de las partes querellantes que representan a las víctimas. Ha sido vinculado a «por lo menos» ciento treinta y nueve causas por delitos de lesa humanidad y fue imputado en ochocientas causas por este tipo de delitos. Con trece condenas, fue quien más prisiones perpetuas ha recibido en la historia argentina. Por último, el gobierno argentino lo despojó de su grado de general de división en 2011.

## Biografía
Nació el 19 de junio de 1925 en la ciudad de San Martín, provincia de Buenos Aires. Fue hijo de José María Menéndez y de Carolina Sánchez Mendoza. Tuvo un hermano mayor, José María, quien también fue oficial del Ejército Argentino (y alcanzó el rango de coronel). Su primo, Mario Benjamín, fue oficial y llegó a general de brigada; y se destacó especialmente por ejercer como gobernador militar de las Islas Malvinas, Georgias del Sur y Sandwich del Sur, durante el Conflicto del Atlántico Sur de 1982.
Egresó del Colegio Militar como subteniente de caballería con la promoción 74. Especializado como oficial de Estado Mayor, ascendió a general de brigada en 1972. Como general, era partidario del sector "duro", de corte antiperonista y a favor de participar en la represión de la guerrilla. Era opuesto al sector "legalista", representado por los generales Jorge Rafael Videla y Roberto Eduardo Viola, que rechazaban la represión militar aunque compartían la oposición al peronismo (esta posición retrocedería con el crecimiento de la actividad guerrillera en 1974).

## Carrera militar
Era comandante de la V Brigada de Infantería con asiento en la Guarnición Militar Tucumán. Desde su puesto asumió duras posiciones ante el accionar del ERP en Tucumán. A fines de 1974 quedó destinado como jefe de Personal del Estado Mayor General del Ejército. No pasaron muchos meses hasta que, con el cambio de autoridades en la institución en mayo de 1975, pasó a estar como segundo comandante del Tercer Cuerpo de Ejército con asiento en Córdoba.
Iniciado el Operativo Independencia en febrero de 1975, el mismo estuvo a cargo de la Brigada V (dependiente del Tercer Cuerpo). Apenas había dejado la brigada, tuvo que reasumir interinamente el mando por la conmoción acaecida tras el asesinato del capitán Humberto Viola por el ERP. De este modo, crecía el malestar militar con el incremento del accionar guerrillero. A los meses asumiría el mando superior.
En septiembre de 1975 asumió como comandante del III Cuerpo de Ejército con sede en la Guarnición Militar Córdoba. De esta gran unidad dependían varias unidades y estaba constituida por la IV Brigada de Infantería Aerotransportada (Córdoba), la V Brigada de Infantería (Tucumán) y la VIII Brigada de Infantería de Montaña (Mendoza).

## Comandancia del Tercer Cuerpo
Tras el ascenso de Jorge Rafael Videla al comando en jefe en agosto de 1975, fue nombrado comandante del Tercer Cuerpo.
En la interna militar estaba perfectamente alineado con el sector "duro" junto con los comandantes de cuerpo Díaz Bessone, Riveros y Suárez Mason, partidarios del golpe de Estado y la lucha antisubversiva. No obstante los partidarios del "legalismo" o "blandos" encabezados por el comandante en jefe, Jorge Rafael Videla, y el jefe de Estado Mayor, Roberto Viola, representaban la mayoría de los generales, eran más acordes a las políticas neoliberales de José Alfredo Martínez de Hoz y más proclives a establecer diálogos con sectores políticos.
Bajo el terrorismo de Estado ejercido en el país e intensificado a partir del golpe de Estado del 24 de marzo de 1976, el Comando del III Cuerpo de Ejército (Cdo Cpo Ej III) constituyó la Jefatura de la Zona de Defensa III, dividida en tres sub-zonas (n.º 31, 32 y 33), que a su vez estaban subdivididas en diez áreas (cuatro áreas la Subzona 31 y tres áreas las Subzonas 32 y 33). Cada área correspondía a una provincia, a saber: Catamarca, Córdoba, Jujuy, La Rioja, Mendoza, Salta, San Juan, San Luis, Santiago del Estero y Tucumán.
En esta gran zona de responsabilidad funcionaron muchos centros clandestinos de detención (CCD). Bajo su responsabilidad inmediata en Córdoba operaron CCD en la Prisión Militar de Encausados («Campo de la Ribera»), en el Hospital Militar de Evacuación 141 (Hospital Militar «Córdoba») y en la Compañía de Telecomunicaciones 141 de Campo de los Andes. Además la Compañía Policía Militar 141 se hizo cargo a partir de 1976 de la Unidad Penal 1 de Córdoba (también conocida como penitenciaría de San Martín). El Batallón de Ingenieros de Combate 141 de Santiago del Estero albergó un centro y ejerció la jefatura del área n.º 312, a cargo de la provincia homónima Santiago del Estero; y el Batallón de Ingenieros de Construcciones 141 de La Rioja estuvo al mando del área n.º 314, con jurisdicción en dicha provincia. En Salta operó como cabecera del área n.º 212 (provincia de Salta) el Destacamento de Exploración de Caballería de Montaña 141 (C-5). También funcionaron en la provincia «La Perla» y «El Embudo», entre otros.
En el marco de la subzona n.º 33 (Cuyo), el Comando de Artillería 141 y el Grupo de Artillería de Defensa Aérea 141 (ambos con asiento en San Luis capital) estuvieron al mando del área n.º 332, con responsabilidad en la provincia de San Luis.
En el curso de 1975 se desarrollaba en la provincia de Tucumán la Operación Independencia, a cargo del Comando de la V Brigada de Infantería al mando del general de brigada Acdel Vilas; y en septiembre de 1975 este fue reemplazado por el general de brigada Antonio Domingo Bussi. La V Brigada constituía la jefatura de la Subzona 32, con responsabilidad en las provincias de Jujuy, Salta y Tucumán.
El 19 de septiembre de 1975 el presidente provisorio de la Cámara de Senadores Ítalo Lúder que estaba en ejercicio del Poder Ejecutivo Nacional por una licencia de la presidenta María Estela Martínez de Perón dispuso reemplazar al interventor federal en la provincia de Córdoba Raúl Lacabanne por Raúl Bercovich Rodríguez pero ante el temor de disturbios que perturbaran su asunción de cargo, designó al comandante del III Cuerpo de Ejército, como interventor interino hasta tanto Bercovich asumiera su cargo, lo que ocurrió al día siguiente.
En la órbita del III Cuerpo de Ejército operaron los destacamentos de inteligencia n.º 141 (Córdoba), n.º 142 (Tucumán), n.º 143 (Salta) y n.º 144 (Mendoza). Estos reunían información y transmitían al Batallón de Inteligencia 601 del Comando en Jefe del Ejército. El primero de ellos, el n.º 141, albergó en sus instalaciones un centro de detención.
En 1976 un albañil fue víctima de secuestro y tormentos por parte del D-2 de la Policía de Córdoba (luego fue liberado).
A principios de 1977 el D-2 secuestró, torturó y asesinó ocho militantes políticos.
En ese mismo año cuatro militantes del Partido Revolucionario de los Trabajadores (PRT) secuestrados por el Dest Icia 141 murieron asesinados en la madrugada del 14 al 15 de diciembre de ese año luego de sufrir tormentos y vejaciones en «La Perla».
En 1979 en «El Embudo» fue desaparecido un subcomisario de la Policía.
A partir del 20 de diciembre de 1978, y hasta el 26 de enero de 1979, fue comandante del Teatro de Operaciones Noroeste (TONO).
Partidario de que Argentina entrara en guerra contra Chile en el Conflicto del Beagle, el comandante del III Cuerpo de Ejército que sería la punta de lanza de la Operación Soberanía en 1978, dijo:

Si nos dejan atacar a los «chilotes», los corremos hasta la isla de Pascua, el brindis de fin de año lo haremos en el Palacio La Moneda y después iremos a mear el champagne en el Pacífico.
Luciano Benjamín Menéndez

En franco desacuerdo con el comandante en jefe del Ejército, general de división Roberto Eduardo Viola, se sublevó el 30 de septiembre de 1979 junto a 800 efectivos en la guarnición de Córdoba. Esta sublevación habría estado motivada por la liberación del periodista Jacobo Timerman. Rodeado por las fuerzas leales a Viola, se rindió y quedó en prisión durante 90 días en Curuzú Cuatiá.

## Causas judiciales
Fue beneficiado por el indulto otorgado por el presidente Carlos Saúl Menem a través del decreto n.º 1002 del 6 de octubre de 1989. Quedó indultado junto a otros militares que habían permanecido bajo su mando, los generales de brigada Juan Pablo Saá, Jorge Alberto Maradona y Mario Ramón Lépori.
En 1997 estuvo entre los 45 militares argentinos y un civil por los que el juez español Baltasar Garzón solicitó la detención, extradición y procesamiento por genocidio, terrorismo de Estado y someter a torturas a presos políticos durante el régimen de facto que gobernó en Argentina entre 1976 y 1983. El pedido fue rechazado varias veces por el gobierno argentino alegando el principio de territorialidad.
El 27 de julio de 2003 el presidente Néstor Kirchner mediante el Decreto 420/03 modificó aquel criterio de rechazo de las extradiciones y ordenó la «obligatoriedad del trámite judicial» solicitado por la Justicia española, abrió así el camino a la extradición efectiva de los militares requeridos.
En agosto de 2003, el presidente de España José María Aznar ordenó no continuar con el proceso de extradición de los solicitados por crímenes durante el gobierno de facto en Argentina. Pero en 2005 esa decisión fue anulada por el Tribunal Supremo de España, que ordenó continuar con las extradiciones solicitadas por Garzón.
Entre otras causas, quedó implicado en la masacre de Palomitas, de julio de 1976 cuando fueron fusilados doce detenidos en Salta.
El 24 de julio de 2008 recibió prisión perpetua en el primer juicio por delitos de lesa humanidad, en la causa «Menéndez I», por el homicidio de los cuatro militantes del PRT en Córdoba en 1977.
Durante el juicio de 2008, reivindicó el accionar de las Fuerzas Armadas y de Seguridad durante la «guerra contra la subversión», culpó a los guerrilleros como quienes comenzaron la «guerra», al atacar a gobiernos democráticos en las décadas de 1960 y 1970. Por otra parte, se hizo responsable de todas las acciones que hubieran ocurrido bajo su jurisdicción, desvinculando a todos sus subalternos.
En 2008 recibió —junto al general de división Antonio Domingo Bussi— la pena de prisión perpetua por el homicidio del exsenador Guillermo Vargas Aignasse.
El 11 de diciembre de 2009, en la causa «Menéndez II», se le dio otra condena a prisión perpetua por el secuestro y tormentos contra un ciudadano en 1976; por el secuestro, tormentos y desaparición forzada de los ocho militantes a principios de 1977; y por la desaparición del subcomisario cordobés en 1979. Era la tercera condena para el exgeneral.
En 2010 recibió nuevas condenas cuando fue hallado culpable de delitos de lesa humanidad. Tras la confirmación por parte de la Corte Suprema de Justicia de la condena a prisión perpetua que dictó en 2008 el Tribunal Oral Federal de Tucumán, Menéndez fue dado de baja del Ejército, lo cual implicó la pérdida de su rango y su condición de militar, a través de una resolución del Ministro de Defensa Arturo Puricelli el 27 de mayo de 2011.
Quedó imputado en la causa «UP1», en la cual se juzgaban delitos de lesa humanidad cometidos en el marco de los fusilamientos en la Unidad Penal 1 de Córdoba, entre abril y octubre de 1976. En la misma causa se imputó al teniente general Jorge Rafael Videla y al coronel Vicente Meli (el general de división Juan Bautista Sasiaiñ había fallecido antes del juicio), entre otros responsables. El 22 de diciembre de 2010 el Tribunal Oral Federal N.º 1 de Córdoba lo condenó a prisión perpetua.
El 4 de julio de 2014 el Tribunal Oral en lo Federal Criminal de la Rioja le dio otra pena de cadena perpetua, por el homicidio del obispo Enrique Ángel Angelelli y tentativa de homicidio del sacerdote Arturo Aldo Pinto. La misma pena se impuso al vicecomodoro Luis Fernando Estrella.
El 25 de agosto de 2016 recibió otra condena a cadena perpetua, en el marco de la megacausa judicial La Perla en la provincia de Córdoba, en la que se juzgaron por primera vez hechos cometidos antes del golpe de 1976 como delitos de lesa humanidad.
El 22 de diciembre de 2017 el Tribunal Oral Federal N.º 2 de Mendoza le dio otra pena de prisión perpetua. Esta vez por «desapariciones forzadas agravadas por resultar en muerte» de 18 personas, privaciones abusivas de la libertad agravadas por mediar violencia y amenazas y por haber durado más de un mes de 11 personas; y por «tormentos agravados por la condición de perseguidos políticos» en 17 casos.

## Fallecimiento
Luciano Benjamín Menéndez murió el 27 de febrero de 2018 a los 90 años, en el Hospital Militar Regional Córdoba, donde estaba internado desde el día 7 por una dolencia cardíaca.